# A Doua Republică Cehoslovacă
A doua Republică Cehoslovacă (cehă Druhá československá republika și slovacă Druhá česko-slovenská republika), numită uneori și Republica Ceho-slovacia (cehă și slovacă : Česko-Slovenská republika) a existat între 30 septembrie 1938 și 15 martie 1939. și era formată din Boemia, Moravia, Silezia și regiunile autonome ale Slovaciei și ale Ruteniei subcarpatice, aceasta din urmă fiind redenumită la 22 noiembrie 1938 în „Ucraina carpatică” (Karpatská Ukrajina în cehă).